# Núñez de Balboa metróállomás
Núñez de Balboa metróállomás Spanyolország fővárosában, Madridban a madridi metró 5-ös és 9-es vonalán.

## Metróvonalak
Az állomást az alábbi metróvonalak érintik:
- 5-ös metróvonal
- 9-es metróvonal

## Kapcsolódó állomások
A metróállomáshoz az alábbi állomások vannak a legközelebb:
- Diego de León (Alameda de Osuna, 5-ös metróvonal)
- Príncipe de Vergara (Arganda del Rey, 9-es metróvonal)
- Rubén Darío (Casa de Campo, 5-ös metróvonal)
- Avenida de América (Paco de Lucía, 9-es metróvonal)